# Narcaeus picinus
Narcaeus picinus är en spindelart som beskrevs av Tord Tamerlan Teodor Thorell 1890. Narcaeus picinus ingår i släktet Narcaeus och familjen krabbspindlar. Inga underarter finns listade i Catalogue of Life.